# Saissetia sclerotica
Saissetia sclerotica är en insektsart som beskrevs av Hodgson 1967. Saissetia sclerotica ingår i släktet Saissetia och familjen skålsköldlöss.
Artens utbredningsområde är Zimbabwe. Inga underarter finns listade i Catalogue of Life.